# Луций Турраний Грациан
Лу́ций Турра́ний Грациа́н (лат. Lucius Turranius Gratianus; умер после 291 года) — древнеримский государственный и политический деятель, префект Рима в 290—291 годах.

## Биография
О происхождении Грациана ничего не известно. В период между 285 и 290 годом он был назначен корректором (наместником) Ахайи. В 290—291 годах Грациан исполнял функции префекта города Рима. Иногда он идентифицируется с претором Луцием Турранием Венустом Грацианом, хотя, возможно и то, что корректор Ахайи являлся его сыном.